# Krofoinsou
Krofoinsou  è una città e sottoprefettura della Costa d'Avorio appartenente al dipartimento di Botro. Conta una popolazione di 11 948 abitanti (censimento 2014).